# Tenuipalpus zuluensis
Tenuipalpus zuluensis är en spindeldjursart som beskrevs av Meyer 1979. Tenuipalpus zuluensis ingår i släktet Tenuipalpus och familjen Tenuipalpidae. Inga underarter finns listade i Catalogue of Life.